# Grabócz Miklós
Grabócz Miklós (Budapest, 1927. március 8. – Budapest, 1974. február 3.) zeneszerző, népdalgyűjtő, a Magyar Rádió népzenei és magyar nóta műsorainak negyed századon át szerkesztője. Zeneszerzőként főként népzenei feldolgozásokat és mozgalmi dalokat írt. Grabócz Márta zenetudós és Grabócz Gábor festőművész édesapja. Második felesége Kovács Apollónia magyarnóta-énekes volt.

## Élete
A Zeneakadémián 1945 és ’51 között Kókai Rezső (zeneszerzés) és Wehner Tibor (zongora) növendéke volt.
Az 1949-es budapesti Világifjúsági Találkozóhoz kapcsolódó népzenei tábor vezetője volt. Ebben az évben kezdett dolgozni a Magyar Rádióban is, 1951-ben főállású szerkesztő lett a népzenei rovatnál, később vezetőjévé vált az osztállyá alakult szekciónak. Az intézmény 1950-ben alakult, nagy létszámú cigányzenekarával igényes repertoárt magas színvonalon adatott elő. Sok fiatal tehetséget nyert meg a népdal- és nótaéneklésnek, például Pere Jánost.
Népzenegyűjtői tevékenysége középpontjában a cigányzene állt, ebben segítségére volt Kovács Apollónia is. Jelentős szervezőmunkát fejtett ki a hazai népzenei életben is. Zeneszerzőként főként feldolgozásokat készített, ezek értéke ma már vitatott. A Rákosi-korszakban több ismertté vált indulót komponált. Néhány nagyobb lélegzetű művet is alkotott, ezek közül legjelentősebb a Világok mozgatója c. kantátája (1958).
Sírja a Farkasréti temetőben található [25–2–21].

## Művei

### Népzenei feldolgozások
- Madocsai táncok
- Cigánydalok és -táncok (gyűjtemény, Csenki Imrével, 1956 és számos utánnyomás)

### Mozgalmi dalok
- Együtt menetelünk (szöveg: Kapuvári Béla, 1950)
- Puskadal (szöveg: Kapuvári Béla, 1952)
- Győz az élet (szöveg: Szabó Miklós, 1953)
- Kell a játék, vidámság (szöveg: Kapuvári Béla)
- Örökös út (szöveg: Kapuvári Béla)
- Porfellegek (szöveg: Kapuvári Béla)
- Vígan élünk

feldolgozások
- Piros zászlónk, vörös zászlónk
- Május első reggelén
- Kopott guba
- Letörjük a szarvát
- Szántó Kovács verbunkja
- Áchim András

### Egyéb művek
- Egy szó (keringő, szöveg: Kapuvári Béla, 1955)
- Kincskeresők (rádiódaljáték, librettó: Kótzián Katalin, 1956)[6]
- Világok mozgatója (kantáta, szöveg: Várnai Zseni, 1958)
- Musica Leggiera per Orchestra (1958)

### Írása
- Népzene a Rádióban = Rádió és Televízió Évkönyv 1966. Budapest, 1966. Magvető Kvk. 423–431. l.